# Glenn Nyberg
Glenn Nyberg (12 oktober 1986) is een Zweeds voetbalscheidsrechter. Hij werd vanaf 2016 opgenomen door FIFA en UEFA en fluit sindsdien internationale wedstrijden. Hij is ook actief in de UEFA Youth League.
Op 14 juli 2016 maakte Nyberg zijn debuut in Europees verband tijdens een wedstrijd tussen PAS Giannina en Odds BK in de voorrondes van de UEFA Europa League. De wedstrijd eindigde op 3–0.
Zijn eerste interland floot hij op 5 september 2019 toen Bosnië en Herzegovina 5–0 won tegen Liechtenstein.
Op 17 Juni 2024 floot hij zijn eerste wedstrijd op het Europees kampioenschap voetbal 2024 tussen Roemenie en Oekraïne waar hij slechts 2 gele kaarten gaf. 

## Interlands
| Datum            | Plaats                          | Wedstrijd                             | Uitslag | Competitie                                    | Kreeg geel | Kreeg voor de tweede keer geel en dus rood | Weggestuurd |  |
| ---------------- | ------------------------------- | ------------------------------------- | ------- | --------------------------------------------- | ---------- | ------------------------------------------ | ----------- |  |
| 5 september 2019 | Sarajevo, Bosnië en Herzegovina | Bosnië en Herzegovina – Liechtenstein | 5 – 0   | Kwalificatie EK 2020                          | 2          | 0                                          | 0           |  |
| 18 juni 2023     | Enschede                        | Nederland – Italië                    | 2 – 3   | UEFA Nations League troostfinale              | 4          | 0                                          | 0           |  |
| 17 juni 2024     | Allianz Arena Munchen           | Roemenië – Oekraïne                   | 3 – 0   | Europees kampioenschap voetbal 2024 Duitsland | 2          | 0                                          | 0           |  |

Laatste aanpassing op 17 Juni 2024